# Butterkaka

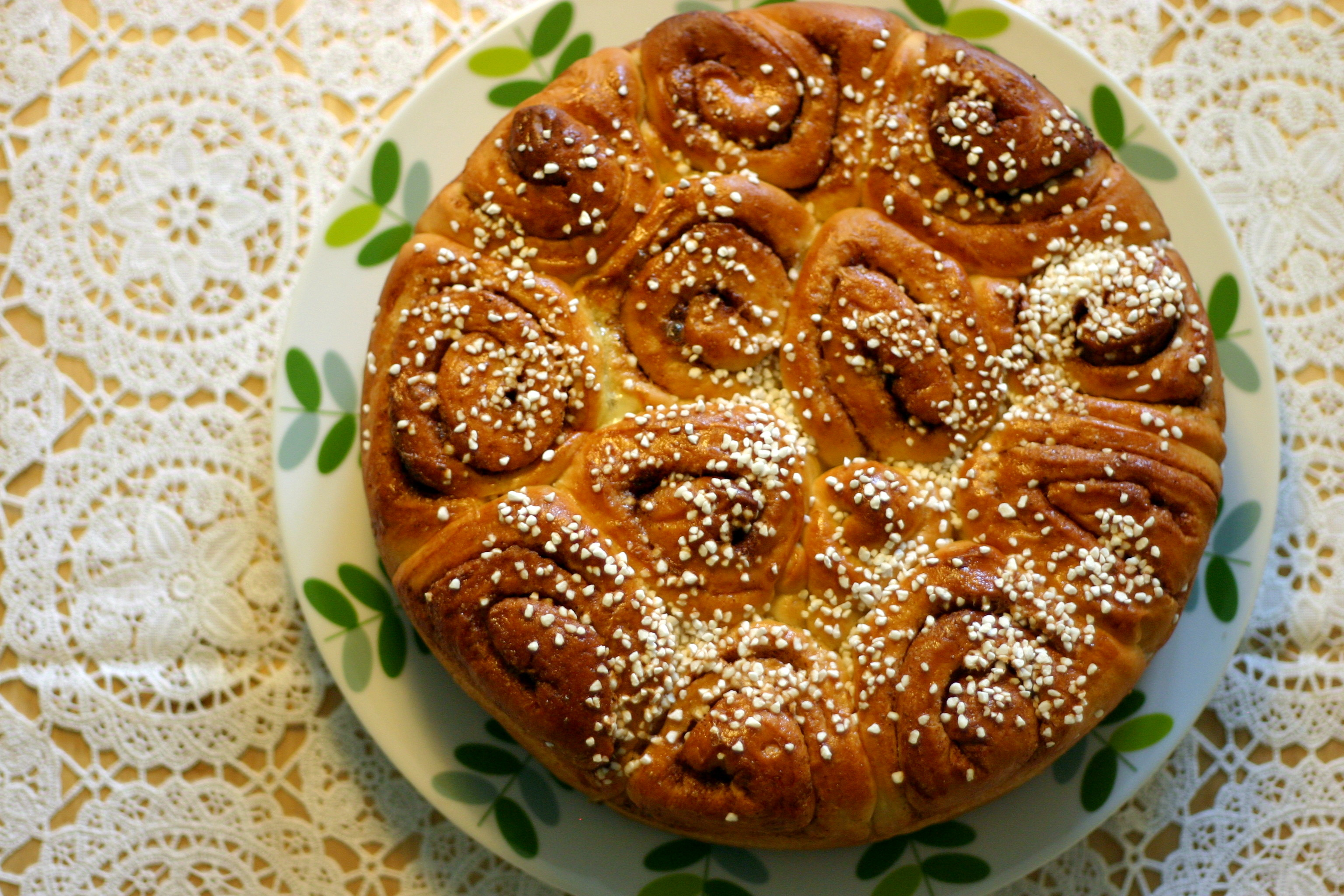
Enkel butterkaka.

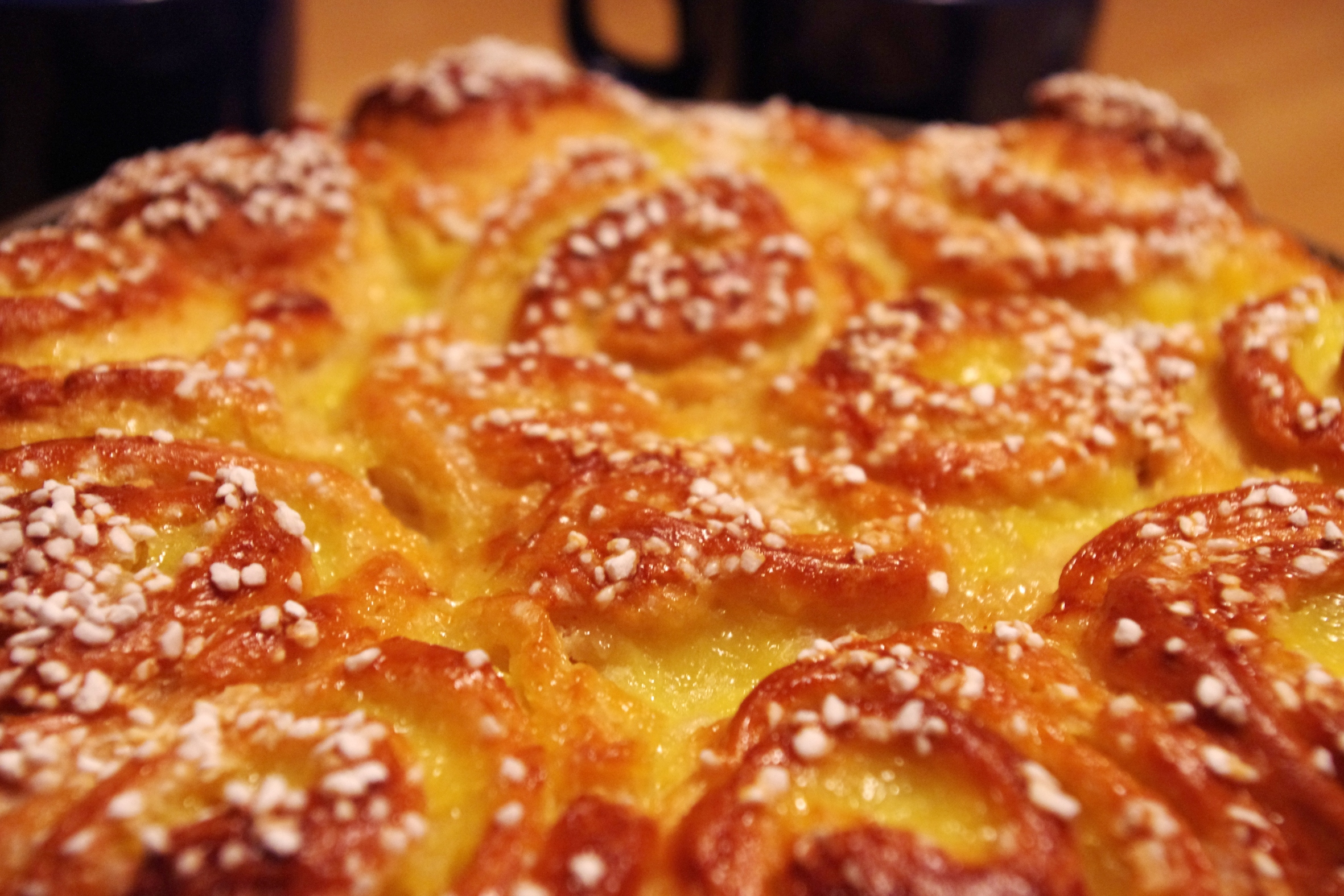
Butterkaka med vaniljkräm.

Butterkaka eller systerkaka är ett bakverk som består av sammansatta bullar, dock med något olika recept. Bullarna görs på vanligt sätt genom att kavla ut degen, lägga på fyllning, rulla ihop och skära i mindre rullar. Dessa lägges bredvid varandra med ena snittytan nedåt i en form (oftast rund), och under jäsning och gräddning fastnar bullarna i varandra (jämför med brytbröd). Butterkaka är ofta garnerad med vaniljkräm och glasyr.

## Etymologi
Namnet härstammar från tyskans Butterkuchen, som dock avser ett annorlunda bakverk.